# Болото-блюдце (пам'ятка природи)
Болото-блюдце — комплексна пам'ятка природи місцевого значення в Україні. Розташована в межах Березнівського району Рівненської області, на території Хмелівської сільської ради. 
Площа 1,2 га. Статус присвоєно згідно з рішенням Рівненської облради № 322 від 05.03.2004 року. Землекористувач: ДП «Соснівський лісгосп» (Жовтневе лісництво, кв. 11, вид. 11). 
Статус присвоєно з метою збереження науково цінного болотного комплексу із північними видами рослин. Болото має периферійний тип розвитку. Угруповання мезотрофного типу представлені тут березово-куничниково-сфагновими ценозами із переважанням у трав'яному покриві куничника сіруватого, а також осоково-сфагновими із осокою пухирчастою.